# Haddadus
Genre
Haddadus est un genre d'amphibiens de la famille de Craugastoridae.

## Répartition
Les 3 espèces de ce genre sont endémiques de la forêt atlantique au Brésil.

## Liste des espèces
Selon Amphibian Species of the World (4 juillet 2014) :
- Haddadus aramunha (Cassimiro, Verdade, & Rodrigues, 2008)
- Haddadus binotatus (Spix, 1824)
- Haddadus plicifer (Boulenger, 1888)

## Étymologie
Ce genre est nommé en l'honneur de Célio Fernando Baptista Haddad.

## Publication originale
- Hedges, Duellman & Heinicke, 2008 : New World direct-developing frogs (Anura: Terrarana): molecular phylogeny, classification, biogeography, and conservation. Zootaxa, no 1737, p. 1-182 (texte intégral).